# Ormhult, Ljungby kommun
Ormhult är en by i Vrå socken i Ljungby kommun i Kronobergs län i Småland.
Byn omnämns i domboken för Sunnerbo härad år 1603, i handlingar rörande Älvsborgs lösen 1571 och i skattelängder i Landskapshandlingarna från 1538.
I 1500-talets handlingar omnämns ett hemman, som då bör ha omfattat byns hela mantal (1 mantal).
Först i domboken 1603, då halftannat fjärdedelshemman uppbjudes, visar uppgifterna på att ytterligare hemmansdelar finns.
Under det Nordiska Sjuårskriget 1563–1570, som var förödande för Sunnerbos gränstrakter mot Halland och Skåne, tycks Ormhult inte ha blivit rövat eller nedbränt. 
Byn hyser numera endast fyra hushåll.